# Petrarca Rugby 2003-2004

## Rosa
La rosa giocatori non è completa.

## Super 10 2003-04

### Stagione regolare
| Incontro              | Andata | Ritorno |
| --------------------- | ------ | ------- |
| Petrarca — Rovigo     | 32-30  | 3-19    |
| Leonessa — Petrarca   | 18-20  | 13-34   |
| Petrarca — Benetton   | 6-13   | 17-38   |
| Petrarca — Rugby Roma | 28-28  | 31-21   |
| Parma — Petrarca      | 28-28  | 19-22   |
| Petrarca — Viadana    | 17-23  | 16-37   |
| Calvisano — Petrarca  | 32-15  | 5-39    |
| Petrarca — L’Aquila   | 38-3   | 35-29   |
| GRAN Parma — Petrarca | 44-10  | 34-16   |

#### Risultati della stagione regolare
| Posizione | G  | V | N | P | PF  | PS  | DP  | B | Pt |
| --------- | -- | - | - | - | --- | --- | --- | - | -- |
| 6ª        | 18 | 8 | 2 | 8 | 405 | 421 | -16 | 6 | 42 |

## Coppa Italia 2003-04

### Prima fase
| Incontro              | Andata | Ritorno |
| --------------------- | ------ | ------- |
| Rugby Roma — Petrarca | 0-56   | 10-24   |
| Petrarca — Benetton   | 10-16  | 21-23   |
| L’Aquila — Petrarca   | 13-30  | 11-51   |
| Petrarca — Parma      | 25-38  | 10-10   |

#### Risultati della prima fase
| Posizione | G | V | N | P | PF  | PS | DP   | B | Pt |
| --------- | - | - | - | - | --- | -- | ---- | - | -- |
| 1ª        | 8 | 5 | 1 | 2 | 212 | 98 | +114 | 3 | 25 |

### Fase finale
| Turno | Incontro             | Risultato |
| ----- | -------------------- | --------- |
| SF    | Petrarca — Calvisano | 20-30     |

## European Challenge Cup 2003-04

### Turno preliminare
| Incontro             | Andata | Ritorno |
| -------------------- | ------ | ------- |
| Colomiers — Petrarca | 37-12  | 38-20   |

## European Shield 2003-04

### Ottavi di finale
| Incontro             | Andata | Ritorno |
| -------------------- | ------ | ------- |
| Académica — Petrarca | 0-45   | 3-83    |

### Quarti di finale
| Incontro               | Andata | Ritorno |
| ---------------------- | ------ | ------- |
| Montpellier — Petrarca | 34-6   | 9-18    |

## Verdetti
- Petrarca qualificato alla European Challenge Cup 2004-05.